# Belgischer Bauernbund

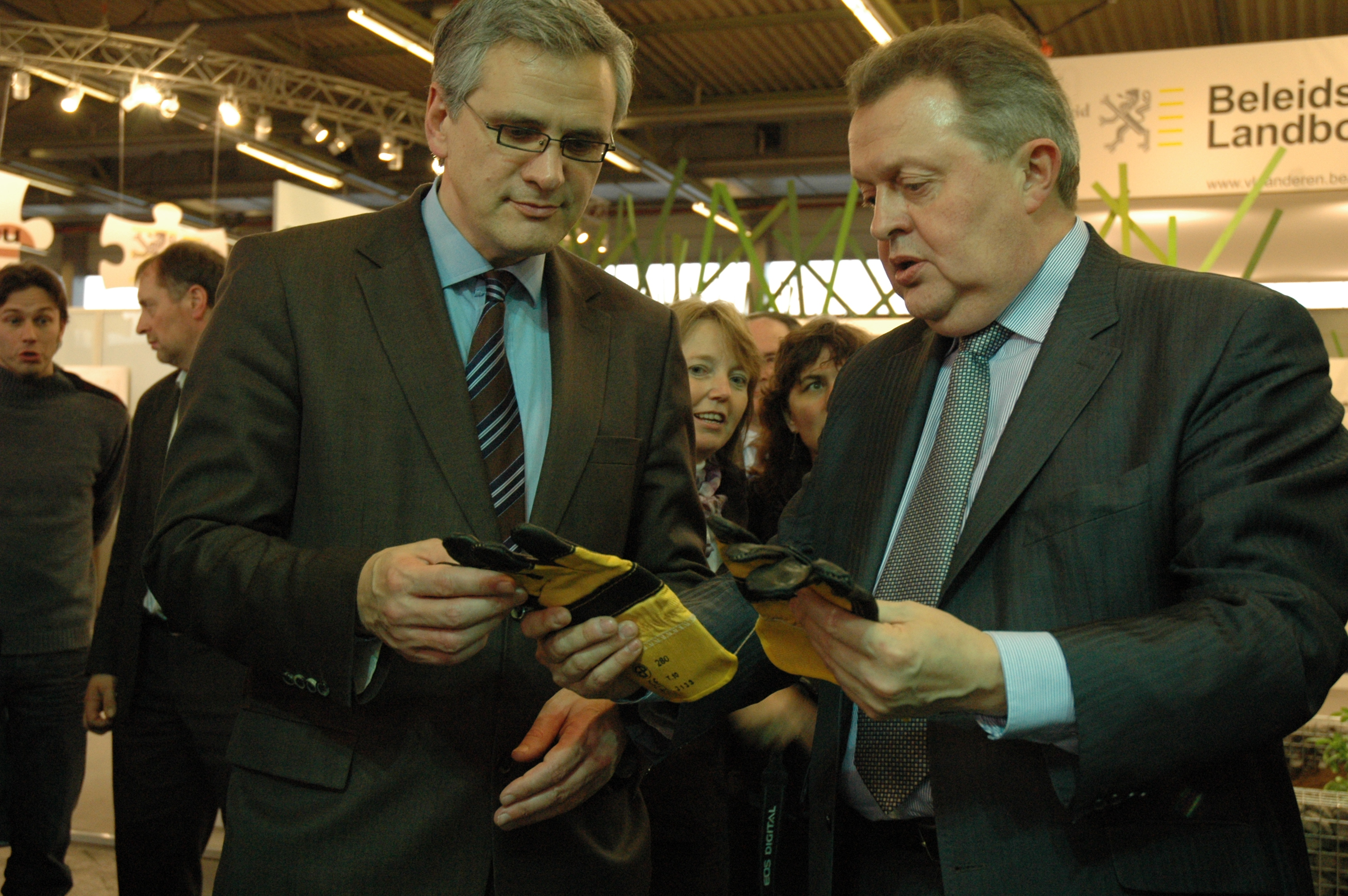
Piet Vantemsche (rechts) im Gespräch mit dem flämischen Ministerpräsident Kris Peeters

Der Belgische Bauernbund (auf Nld. Boerenbond) ist der größte und wichtigste Verband landwirtschaftlicher Unternehmer in Flandern und Ostbelgien.
Die Gründung erfolgte am 20. Juli 1890 unter dem Namen Belgische Boerenbond zu Löwen. Unter den Gründern waren Jacob-Ferdinand Mellaerts, der spätere Premierminister Frans Schollaert und der spätere Minister Joris Helleputte. Der Bauernbund hat seinen Hauptsitz in Löwen.

## Politik
Der Bauernbund ist eine wichtige katholische Organisation in Flandern und Ostbelgien, der traditionell einen großen Einfluss hat in den christdemokratischen Parteien (die CVP, später CD&V in Flandern und die CSP in Ostbelgien). Der Bauernbund präsentiert sich als Interessenvertretung seiner Mitglieder und will so die belgische Regional- und Föderalpolitik beeinflussen. In dieser Funktion hält er das Algemeen Boerensyndicaat (ABS) als Konkurrent.
Vorsitzende waren:
- 1890–1925: Joris Helleputte
- 1925–1936: Victor Parein
- 1936–1940: Gilbert Mullie
- 1940–1949: Alfons Coninx
- 1949–1961: Gilbert Mullie
- 1961–1964: Maurits Van Hemelrijck
- 1964–1977: Constant Boon
- 1977–1981: André Dequae
- 1981–1992: Jan Hinnekens
- 1992–1995: Robert Eeckloo
- 1995–2008: Noël Devisch
- 2008 – heute: Piet Vanthemsche

## Struktur
Heutzutage umfasst der Bauernbund sieben Vereine, davon drei Berufsverbände:
- Bauernbund: für Landwirte
- Landfrauenverband-Agra (LFV-Agra): für Landwirtinnen
- Grüner Kreis: für Junglandwirte und Jungzüchte

De Ländliche Bewegung gruppiert vier soziokulturelle Organisationen:
- Ländliche Gilden – Verein für Bildung, Dorf und Land: eine Erwachsenenbildungsorganisation
- Landfrauenverband (LFV): eine soziokulturelle Frauenorganisation
- Katholische Landjugend (KLJ): für Kinder und Jugendliche
- Landelijke Rijverenigingen (Ländliche Reitvereine; LRV): ein Reitsportverein

Früher umfasste der Bauernbund auch:
- ABB-Versicherungen und CERA-Bank; 1998 entstand aus dem Zusammenschluss mit der Kredietbank die KBC-Allfinanzholding
- ABIS Training & Consulting, 1986 abgespaltet